# 인천 미추홀구의 향토문화유산
인천 미추홀구의 향토문화유산은 다음 각 호에 해당하는 것을 말한다.
1. 문화재보호법 및 인천광역시 문화재보호 조례에 의하여 문화재로 지정되지 아니한 것으로서 향토의 역사적·학술적·예술적 가치를 지닌 유·무형의 자료 및 문화유적
2. 인천광역시 미추홀구청장이 향토문화 진흥을 위해 보호 및 육성이 필요하다고 인정하는 문화적 소산
3. 그 밖에 향토문화·역사·민속을 연구하는데 필요한 자료 등

## 지정 목록
| 번호 | 그림 | 명칭                | 소재지                           | 소유자 (관리자) | 지정·해제일자         | 비고 |
| ---- | ---- | ------------------- | -------------------------------- | --------------- | --------------------- | ---- |
| 1호  |      | 문학동 고인돌       | 인천 미추홀구 학익동 27          | 미추홀구청장    | 2016년 11월 9일 지정  |      |
| 2호  |      | 주안동 고인돌       | 인천 미추홀구 학익동 27          | 미추홀구청장    | 2016년 11월 9일 지정  |      |
| 3호  |      | 인천향교 앞 비석군  | 인천 미추홀구 문학동349-2        | 미추홀구청장    | 2017년 7월 31일 지정  |      |
| 4호  |      | 원도사터 (猿島祀址) | 인천 미추홀구 용현동 627-74      | 미추홀구청장    | 2017년 7월 31일 지정  |      |
| 5호  |      | 학산서원터          | 인천 미추홀구 학익동 83번지 일대 | 미추홀구청장    | 2019년 11월 12일 지정 |      |

## 참고 문헌
- 인천 미추홀구 홈페이지 - 고시/공고